# Troy Slaten
Troy William Slaten, né le 21 février 1975 à Los Angeles en Californie, est un ancien acteur américain. Il est aujourd'hui avocat.

## Biographie
Il joue des seconds rôles dans deux ou trois séries télé dans les années 1980-1990, notamment dans Cagney et Lacey (dans le rôle de Michael Lacey) et dans la série Superhuman Samurai Syber-Squad (dans le rôle de Amp).
De 1990 à 1993, il joue le rôle de Jerry Steiner dans la série Parker Lewis ne perd jamais.
Slaten termine ses études à l'université de Californie et obtient un diplôme de droit.
Il est aujourd'hui avocat, spécialisé en droit pénal et exerce en Californie du Sud. Il travaille au sein du cabinet d'avocats « Floyd, Skeren et Kelly ».

## Filmographie
- 1999 : Premiers secours (série télévisée) : Panther
- 1997 : Notre belle famille (série télévisée) : Morton Osgood
- 1994-1995 : Superhuman Samurai Syber-Squad (série télévisée) : Amp Ere
- 1995 : Night Stand (série télévisée) : Rob
- 1990-1993 : Parker Lewis ne perd jamais (série télévisée) : Jerry Steiner
- 1993 : Jack the Bear : Edward Festinger
- 1990 : Les Années coup de cœur (série télévisée) : Eric
- 1990 : Murphy Brown (série télévisée) : Henry
- 1989 : Roseanne (série télévisée) : Martin
- 1982-1988 : Cagney et Lacey (série télévisée) : Michael Lacey
- 1988 : Side by Side (film TV) Charlie (jeune)
- 1986 : Sam suffit (série télévisée)
- 1986 : Simon et Simon (série télévisée) Cricket
- 1985 : Madame est servie' (série télévisée) : David
- 1985 : Arnold et Willy (série télévisée) : Lionel
- 1984 : Johnny le dangereux : Young Tommy
- 1984 : E/R (série télévisée) : Pascha
- 1982 : Ralph Super-héros (série télévisée)